# Booster (Schweißtechnik)

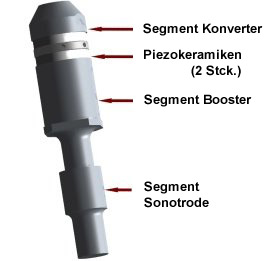
Konverter - Booster - Sonotrode

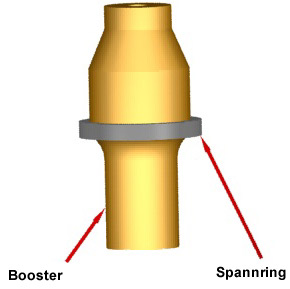
Booster mit Übersetzung 1 : 1,5

Der Booster (auch: Übersetzungsstück oder Amplitudentransformationsstück) in Ultraschall-Schweißsystemen hat zum einen die Funktion, die vom Konverter bereitgestellte Amplitude (Schwingweite) zu verändern und sie in die Sonotrode weiter zu leiten. Je nach Bauform des Boosters kann die Amplitude verkleinert oder vergrößert werden.
In der Regel jedoch vergrößern die beim Ultraschallschweißen eingesetzten Booster die vom Konverter bereitgestellte Amplitude, weil die zu verschweißenden Kunststoffe größere Amplituden benötigen. Die Übersetzungen der eingesetzten Booster liegen üblicherweise zwischen 1:1,5 und 1:2,5. Die Lagerung erfolgt häufig mittels eines Spannrings.
Eine andere Funktion des Boosters ist in vielen Ultraschall-Schweißsystemen die Lagerung der gesamten Schweißeinheit (bestehend aus Konverter, Booster und Sonotrode).
Booster werden aus Aluminium oder Titan gefertigt – andere Werkstoffe sind eher selten.
Es gibt Sonderformen von Schweißeinheiten, in denen die Funktionen des Konverters, des Boosters und der Sonotrode in einem einzigen Werkstück integriert sind.